# Rosà
Rosà är en ort och kommun i provinsen Vicenza i regionen Veneto i Italien. Kommunen hade 14 560 invånare (2018).